# Григоріанська вежа
Григоріанська вежа (італ. Torre Gregoriana) або Вежа вітрів (італ. Torre dei Venti) — квадратна вежа у Ватикані, де початково розташовувалась Ватиканська обсерваторія. Вежа розташована над Галереєю географічних карт, яка з'єднує віллу Бельведер з Апостольським палацом. Вежа була побудована між 1578 і 1580 роками за проєктом болонського архітектора Оттавіано Маскеріно (якому також приписують будівництво Апостольського палацу), головним чином для астрономічних досліджень для впровадження григоріанського календаря на замовлення папи Григорія XIII, затвердженого в 1582 році. Тоді вежа також була відома як Вежа Вітрів. Вежа була місцем проведення астрономічних спостережень за допомогою сонячного годинника, які зіграли важливу роль у реформуванні юліанського календаря.

## Рання історія

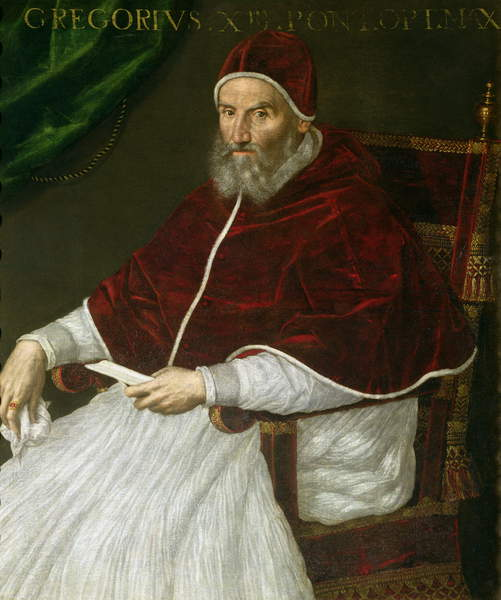
Папа Григорій XIII (папа з 1572 по 1585), який ввів григоріанський календар і побудував Григоріанську вежу.

Перший етап будівництва вежі, як описано Левом XIII у його motu proprio «Ut mysticam» 1891 року, приписують Папі Григорію XIII, Папі Римському з 1572 по 1585 рік. Він наказав побудувати вежу та оснастити її «найкращими сучасними інструментами». Проєкт був розроблений після серії зустрічей експертів, призначених для реформування юліанського календаря, який використовувався з 45 року до нашої ери, щоб перевірити запропоновану календарну реформу. Христоф Клавій, математик-єзуїт з Римської колегії, був експертом у комітеті, який запропонував нову систему для спостережень. Над музеєм і бібліотекою була побудована вежа висотою 73 м, оточена внутрішніми двориками Бельведер і делла Пінья. Прилади для спостережень включали меридіанну лінію, розроблену Ігнаціо Данті з Перуджі. Вона мала форму круглої мармурової плити в центрі, прикрашеної науковими малюнками. Вежа збереглася досі, але протягом століть її кілька разів перебудовували.

## Другий етап

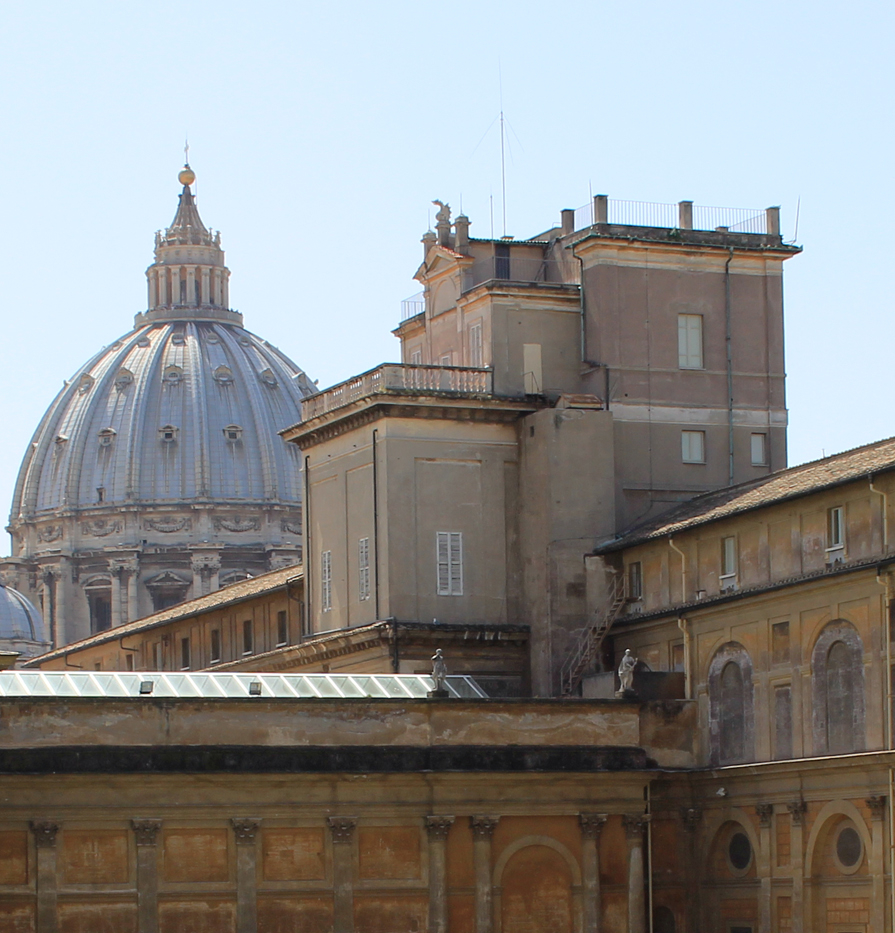
Григоріанська вежа крупним планом на фоні бані собору Святого Петра

Другий етап будівництва відбувся в XVII—XVIII століттях. Раніше в 1797 році папа Пій VI дав дозвіл на розміщення латинського напису «Specula Vaticana» (Ватиканська обсерваторія) біля входу у верхню частину вежі, що було реалізовано кардиналом Зеладою з планами вдосконалення системи приладів в обсерваторії. Початкова обсерваторія була створена над другим рівнем вежі за згодою Пія VI. Прилади включали телескоп Долланд, а також багато звичайних пристроїв — таких як метеорологічне та магнітне обладнання, сейсмограф, маятниковий годинник. Прилади допомагали досліджувати затемнення, появи комет, супутники Юпітера та проходження Меркурія. Крім того, під патронатом папи Пія X було додано чотири поворотні куполи на фортифікаційних стінах понад тисячолітньої давнини. Гілій, відомий як знавець фізики, біології, археології та багатьох мов, керував обсерваторією з 1800 по 1821 рік. Він проводив безперервні метеорологічні спостереження (двічі на день о 6:00 і 14:00) за програмою Мангаймського метеорологічного товариства. Він публікував дані своїх спостережень, також його рукописи збереглись у Бібліотеці Ватикану. Після смерті Гілія в 1821 році обсерваторія на вежі припинила роботу, а її інструменти перенесли в обсерваторію Римської колегії. Заснований у 1787 році, він вважався більш придатним для проведення спостережень, ніж Ватикан.

## Третій етап
Відродження обсерваторії на Григоріанській вежі було ініційоване варнавитом Франческом Денцою зі схвалення папи Лева XIII. Було придбано високоякісні інструменти, частково завдяки щедрим пожертвам Гікса з Лондона, у Річарда з Парижа були закуплені автоматичні інструменти. Чотиридюймовий екваторіал, тридюймовий транзитний інструмент і чотири маятникові годинники з двома хронометрами придбали в обсерваторії в Модені. У 1888 році частиною обсерваторії став 16-дюймовий телескоп, подарований Леву XIII. Франческо Денца приєднався до обсерваторії в 1889 році після того, як її оновили більш сучасними інструментами. Того ж року була побудована друга вежа на відстані близько 400 м від головної Григоріанської вежі з видом на Ватиканські сади за базилікою Святого Петра на південно-західному кордоні. Вона мала діаметр 17 м, товщину стін біля основи 4,5 м і могла витримати вагу 13-дюймового фотографічного рефрактора, щойно придбаного в Парижі. Священник-августинець Родрігес був експертом-метеорологом, який займав посаду директора з 1898 по 1905 рік. У 1891 році Папа Лев XIII, проголошуючи motu proprio «Ut mysticam», призначив другу вежу місцем розміщення новоствореної Ватиканської обсерваторії. Це рішення вимагало зміни даху, щоб забезпечити плоску терасу для астрономічних спостережень.

## Четвертий етап
Четвертий етап передбачав вирішення проблеми сполучення між двома вежами за часів папи Пія Х. Його плани полягали в тому, щоб перетворити Грегоріанську вежу на історичну вежу, а спостереження проводити на другій вежі, з'єднавши дві вежі вздовж стіни фортеці за допомогою залізного мосту довжиною 83 м. На західному кінці цього мосту на півкруглому бастіоні був встановлений чотиридюймовий екваторіал. На східному кінці мосту, над казармами жандармів, був геліограф з камерою, який використовувався для фотографування Сонця (фотогеліограф). Новий 16-дюймовий візуальний телескоп під назвою Torre Pio X був встановлений у другій вежі. У результаті цих модифікацій оригінальну бібліотеку було переміщено до Папської академії Лінчеї, а старі метеорологічні та сейсмічні прилади перемістили до обсерваторії Валле-ді-Помпеї. Нова астрономічна бібліотека розмістилася у двох кімнатах будинку. Для запису на астрографічні пластини використовувалися дві нові машини Репсольда. Записані спостереження були опубліковані разом з пояснювальними записками разом з двома останніми серіями зоряного атласу. Діаграми були надруковані на папері бромистого срібла.

## Особливості

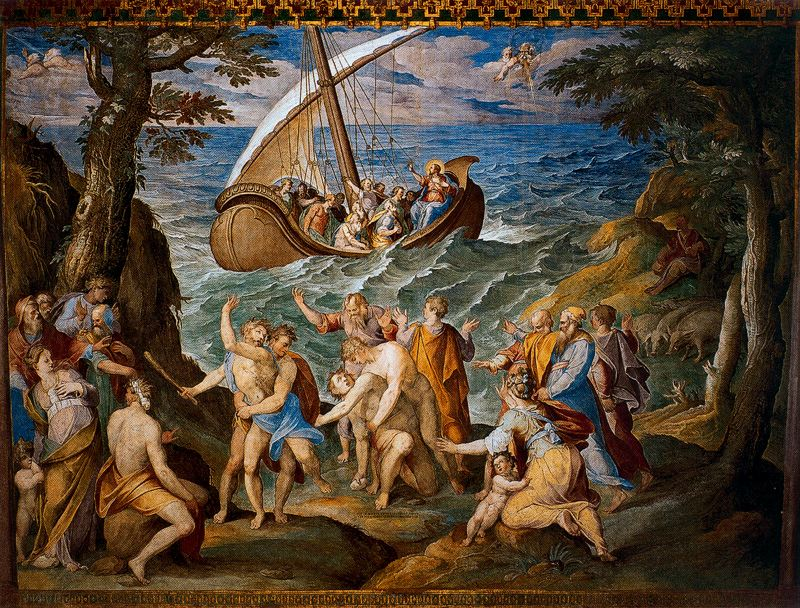
Картина Нікколо Чірчіньяні «Приборкання шторму» в Меридіанній залі

Вежа мала два поверхи та мезонін. На першому поверсі знаходиться Меридіанна зала, яка спочатку була відкритою лоджією. Папа Урбан VIII наказав її огородити, а згодом її прикрасили фресками, написаними між 1580 і 1582 роками Саймоном Лагі та двома фламандськими художниками Паулєм і Матейсом Брілем. Сьогодні на вежі є картини Нікколо Чірчіньяні та Маттеїно да Сієни.
Меридіанна зала колись була резиденцією шведської королеви Христини, щойно наверненої до католицизму. Після цього кімната отримала два доповнення, які й дали їй теперішню назву: сонячний годинник і делікатний, але витончений анемоскоп для вимірювання вітру, який був закріплений на її стелі. Їх створив Ігнаціо Данті, папський космограф, у зв'язку з реформою григоріанського календаря. Сонячний годинник складався з прямої лінії з білого мармуру, що проходила по підлозі в напрямку з півночі на південь, і призначався для вимірювання висоти Сонця опівдні відповідно до пір року. Спостереження, проведені за сонячним годинником, дали важливе підтвердження необхідності реформування юліанського календаря. Анемоскоп, навпаки, був складним механізмом, прикріпленим до стелі, який використовувався для вимірювання сили та напрямку вітру, але незабаром перестав працювати. Інструмент, можливо, привів до іншої назви вежі — Вежа вітрів; проте стародавня обсерваторія в Афінах також називалася Вежею вітрів і могла бути джерелом назви.
Внутрішні стіни та стеля зали багато прикрашені, у деяких випадках яскравими фресками із зображенням пагорбів і римської місцевості, пантеонів, релігійних тем, будівель, що оточували територію, уламків морських кораблів із зображенням Ісуса, який втихомирює шторм, і так далі.